# テッサロニカの虐殺

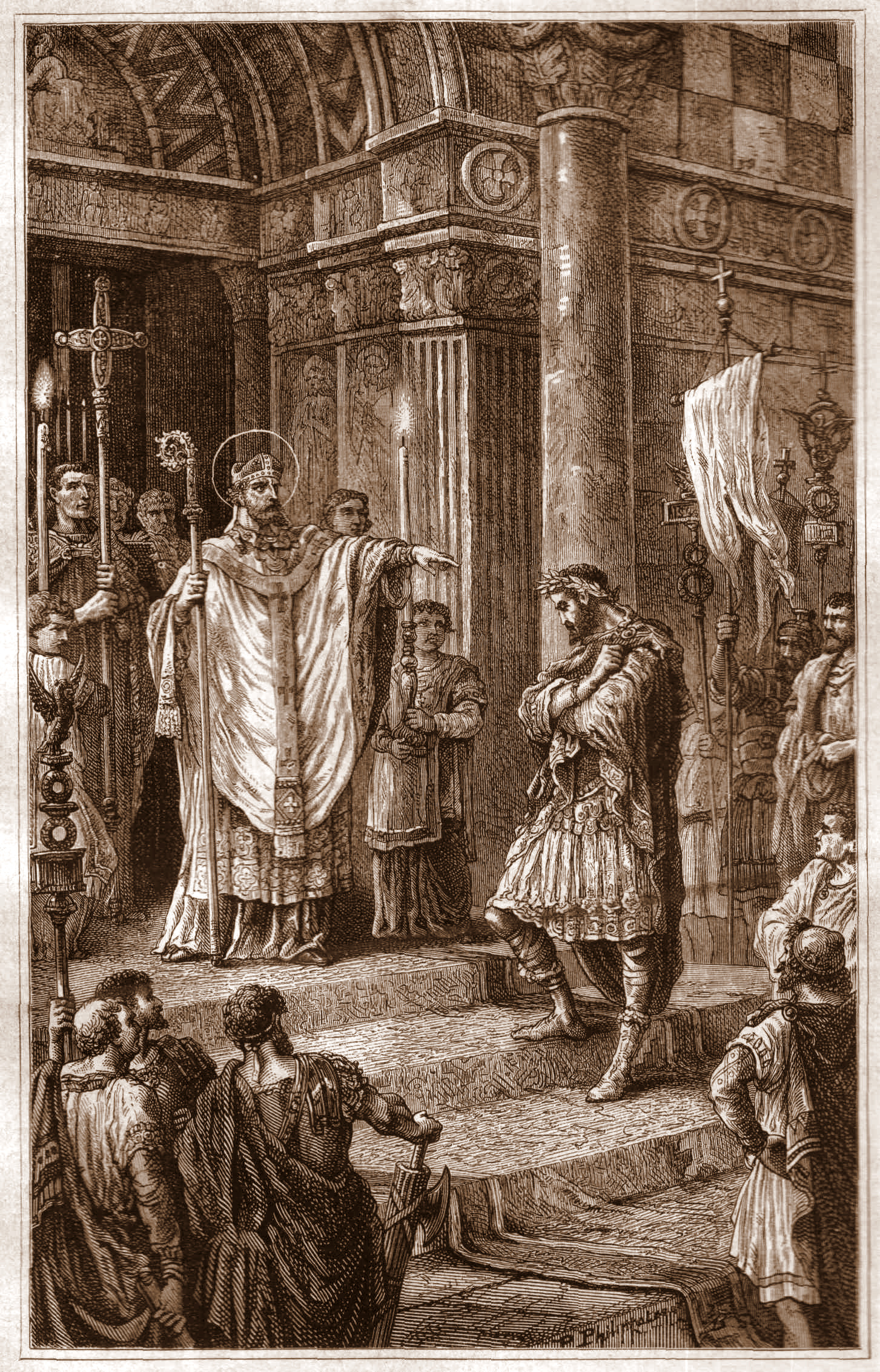
アンブロシウスとテオドシウス

テッサロニカの虐殺（テッサロニカのぎゃくさつ、英語:Massacre of Thessalonica）とは、390年にエーゲ海北岸に隣接する街、テッサロニカで起こった数千人の住民の大量殺人の名称である。その一件により、ローマ皇帝テオドシウス1世の命令でローマ軍はテッサロニカの住民の殺戮を行った。それが原因となって、ミラノ司教アンブロジウスは一時的にテオドシウス1世を破門し、皇帝を屈服させた。

## 沿革

### 背景
虐殺に至るまでの一連の出来事は390年4月のテッサロニカに始まった。テッサロニカ駐屯の守備隊長であったブテリース（ブテリとも言う）は、当時性的性質の犯罪であり、禁止されていた同性愛の容疑を理由にテッサロニカの市民の間で大きな人気を享受していた戦車競技の馭者を逮捕した。その馭者は、テッサロニカの市民達に大変人気がある人物であり、多くの市民らは馭者の釈放を要求した。しかし、当時の「同性愛」という罪を犯していたという事実をブテリースが掲げ、馭者の釈放を拒否したとき、それに憤慨した市民達によってブテリースが殺され、暴動が発生した。

### 虐殺

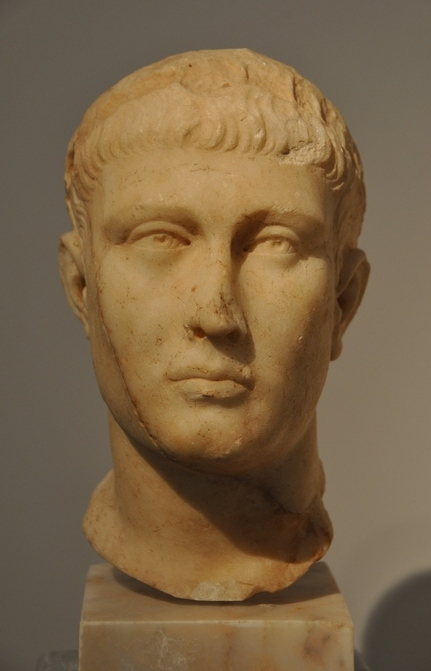
テオドシウス1世

このテッサロニカでの暴動の報告を受け、当時メラディオヌム（現在のミラノ）にいたローマ皇帝、テオドシウス1世（大帝） は激怒し、冷静さを失ってしまう。テオドシウス1世はローマ軍をテッサロニカの街に送り込み、兵士たちに報復処置として容赦なくすべての住民を虐殺すように。少し後、激高が収まったテオドシウス1世は冷静さを取り戻し、大量虐殺に至る考えを変えた。
しかし、虐殺の命令の取りやめを告げる皇帝の使者が新しい指示を受けて到着する前に、既にテオドシウス1世の以前の命令の結果としてテッサロニカ市民約7000人がすでにローマ軍によって殺戮されていた。テオドシウス1世の冷静な勅命が間に合わなかったがために、無残な光景が広がる事と成った。虐殺の報を帰都した使者から聞き、自ら激高して報復処置を認め、虐殺を引き起こしたことに対し、テオドシウス1世は落胆したと言う。結果、テッサロニカは一時的に人口が激減したとも言われる。

### アンブロシウスの優位
しかし、ミラノ司教アンブロジウスは、テオドシウス1世に何千人もの罪のない人々の流血につながった彼の行動について激しく批判した。そして、メラディオヌムの教会での教会会議を通してテオドシウス1世皇帝の有罪を宣告し、懺悔することを求める旨の書簡を皇帝に送った。また、アンブロシウスはさらに、皇帝がメディオラヌムの教会で礼拝に加わるのを拒否し、教会の中に入ることを阻止した。それは、事実上の破門であった。しかし、当初は皇帝の権力のほうがキリスト教教会よりも優越すると信じていたテオドシウス1世は、全く動じなかった。しかし、だんだんとキリスト教徒としての責務に駆り立てられるようになり、その結果、テオドシウスは深く落ち込み、失望を表明した。そして、ミラノ司教アンブロジウスに対する心から自責の念を表明し、懺悔を行ったことによって初めて彼を許し破門を解いた。
この事件を、稀に「アンブロジウスの優位」と言う。

## 注
注釈
1. ↑  6000人とも
2. ↑  元々はローマ人の純粋なローマ貴族。推戴されて司教と成った人物である

参考文献
1. ↑  『ローマ史』PHP研究所、本村凌次